# Łóżko francuskie
Łóżko francuskie (znane również jako Grand-Lit ) – rodzaj łóżka charakteryzujący się jednym, dużym, niepodzielonym na dwie części materacem, najczęściej o wymiarach 140x200 cm . Choć często uznawane za łóżko dwuosobowe, może być również używane przez jedną osobę. Tradycyjne łóżko francuskie posiada także jeden stelaż, a jego konstrukcja sprzyja bliskości użytkowników, co nawiązuje do francuskiego stylu życia. Cechą charakterystyczną jest brak przerwy między materacami, co zapewnia większy komfort dla par 
Oryginalne francuskie łóżko ma 150 cm szerokości i tylko 190 cm długości , natomiast w Niemczech charakterystyczna jest standardowa długość 200 cm  .
Oprócz popularnych łóżek o wymiarach 140x200 cm, również większe rozmiary, takie jak 160x200 cm (Queensize) i 180x200 cm (Kingsize), mogą być uznawane za łóżka francuskie . Łóżkami francuskimi nazwać można również łóżka mniejsze, o wymiarach 120 x 200 cm lub 130 x 200 cm .
Dla imitacji jednolitej powierzchni przy dwóch materacach stosuje się tzw. mostek miłości, który maskuje szczelinę między nimi.